# قيثارة برتغالية
القيتارة البرتغالية (بالبرتغالية: guitarra portuguesa‏) هي آلة وترية منقورة باثني عشر وترا فولاذيا، مقسمة إلى ستة مسارات مكونة من وترين. هي واحدة من الآلات القليلة التي ما زالت تستخدم آلية ضبط Preston. ترتبط بالنوع الموسيقي المعروف بفادو وهي الآن أيقونة للبرتغال بصفة عامة.

## وصلات خارجية
- تحليل صوتي لآلات القيثارة البرتغالية (مسترجع في 24-09-2013)
- قيثارة برتغالية للأتدرويد